# 片桐茂
片桐 茂（かたぎり しげる、1892年（明治25年）3月18日 - 1944年（昭和19年）4月28日）は、日本の陸軍軍人。最終階級は陸軍中将。

## 来歴・人物
香川県出身。旧制香川県立三豊中学校（第6回）を経て、1913年（大正2年）5月、陸軍士官学校（25期）を卒業。
同年12月、騎兵少尉に任官し騎兵第11連隊付となる。1924年（大正13年）11月、陸軍大学校（36期）を卒業し、参謀本部に配属された。
1926年（大正15年）9月、朝鮮軍司令部付としてポグラニチナヤ特務機関長に就任。その後、参謀本部員、陸大専攻学生、陸大教官、陸士付、三笠宮附武官、陸軍騎兵学校教官、騎兵第27連隊長などを歴任。
1937年（昭和12年）8月、騎兵大佐に昇進。同年11月、第1師団参謀長に就任。1939年（昭和14年）8月、陸軍少将に進み騎兵学校付となる。同年9月、騎兵第1旅団長に就任。1940年（昭和15年）12月、騎兵監部付に異動。1941年（昭和16年）3月、農林省馬政局次長となり太平洋戦争を迎えた。
1942年（昭和17年）12月、陸軍中将に進級。1943年（昭和18年）7月、戦病死した青木重誠中将の後任として第20師団長に親補され、ニューギニア戦線に出征した。フィンシュハーフェンの戦いなどに参戦し苦戦を強いられた。1944年4月、マダンからウェワクへの転進において、第二十師団長片桐茂中将、参謀長小野武雄大佐ら師団司令部一行は大発でラム河とセピック河の大湿地帯を回避してウェワクに向かったが、目的地近くで敵魚雷艇に襲われ、片桐中将を含めそのほとんどが戦死した。

## 栄典
勲章等
- 1940年（昭和15年）8月15日 - 紀元二千六百年祝典記念章[1]